# Oxypilus polyacanthus
Oxypilus polyacanthus är en bönsyrseart som beskrevs av Giglio-tos 1915. Oxypilus polyacanthus ingår i släktet Oxypilus och familjen Hymenopodidae. Inga underarter finns listade i Catalogue of Life.